# Michaela Brandlhofer
Michaela Brandlhofer (* 29. September 1965) ist eine österreichische Politikerin (FPÖ). Seit dem 17. Oktober 2024 ist sie Abgeordnete zum Burgenländischen Landtag.

## Leben
Michaela Brandlhofer ist verheiratet.

### Ausbildung und Beruf
Sie besuchte Volksschule und Hauptschule sowie einen polytechnischen Lehrgang in Wien. Anschließend legte sie die Lehrabschlussprüfung an der Berufsschule für Friseure und Perückenmacher ab. Im Jahr 1999 übersiedelte sie nach Neusiedl am See und machte eine Ausbildung zur Kindergartenhelferin. Seit 2010 ist sie in einem Kindergarten der Stadtgemeinde angestellt. Von 2022 bis 2023 absolvierte sie die Freiheitliche Frauenakademie.

### Politik
Michaela Brandlhofer ist seit 2017 Mitglied im Ortsparteigruppenvorstand der FPÖ Neusiedl am See. Im Jahr 2024 wurde sie Bereichssprecherin für Bildung, Soziales, Gesundheit, Familien, Jugend und Gleichbehandlung im Freiheitlicher Landtagsklub Burgenland und Abgeordnete zum Landtag von Burgenland.